# Frase (musik)
En frase (græsk φράση phrássi: sætning, udtryk, vending, sml. strofe) er i den musikalske kompositionslære en lille meningsenhed - dvs. en slags musikalsk sætning, som består af et kortere eller længere toneforløb (også kaldet et motiv). Flere fraser kan danne en såkaldt periode.
Når fx en jazzmusiker med et soloparti spiller sin egen fortolkning af en melodi eller et musikalsk tema, foregår det ved, at denne via sin frasering improviserer små adskilte rækker af toneforløb (fraser), der passer til musikstykket.
Efter en gammel og enkel definition består en frase af netop så meget musik, som kan spilles eller synges i løbet af et åndedrag.
Se også
- Frasering – Bindebue – Legato: sammenbundet; der spilles uden ophold mellem de enkelte toner.
- Motiv – Periode – Tema – Figur – Melodi